# شماره پدر، پسر شماره ده
شماره پدر، پسر شماره ده (به هندی: Baap Numbri Beta Dus Numbri) فیلمی محصول سال ۱۹۹۰ و به کارگردانی عزیز سجاوال است. در این فیلم بازیگرانی همچون قادرخان، شاکتی کاپور، جکی شروف، فرح، آدیتای پانچولی، گلشن گروور، آسرانی، آنجانا ممتاز، مشتاق خان، عارون باکشی ایفای نقش کرده‌اند.